# Cassinelle
Cassinelle är en ort och kommun i provinsen Alessandria i regionen Piemonte i Italien. Kommunen hade 881 invånare (2018).